# قوام‌الدین شریف
قوام‌الدین شریف (متولد هفتم مهرماه ۱۲۹۹ شمسی در کاشان - درگذشته ۱۳۸۳) پژوهشگر و یکی از پیشکسوتان نامی دانش گیاه‌پزشکی ایران است که در شناسایی آفت‌‌های کشاورزی زیادی در ایران مانند بیماری بوته‌میری جالیز نقش داشته‌است. وی به همراه اسفندیار اسفندیاری و عین‌الله بهبودی از بنیان‌گذران مؤسسه تحقیقات گیاه‌پزشکی کشور است.

## تحصیلات
وی در سال ۱۳۱۹ از دبیرستان کشاورزی کرج موفق به دریافت دیپلم پنج‌ساله کشاورزی و مدال درجه ۲ علمی از وزارت فرهنگ شد و در سال ۱۳۲۱ نیز گواهینامهٔ ششم متوسطه و مدالِ علمی را کسب کرد و با در دست داشتن گواهینامه لیسانس مهندسی کشاورزی در سال ۱۳۲۴ در آزمایشگاه گیاه‌شناسی و بیماریهای گیاهی کرج و سپس در آزمایشگاه دفع آفات نباتی تهران در وزارت جهاد کشاورزی مشغول به کار شد. وی همچنین دارای مدارک رشته حقوق قضایی و زبان فرانسه و کارشناسی ارشد تحصیلات عالی کشاورزی و مدرک دکترای قارچ‌شناسی از دانشگاه پاریس و دکترای درجه عالی علوم طبیعی بوده‌است.

## سمت‌ها
قوام‌الدین شریف رئیس اداره کل بررسی آفات نباتی و قرنطینه‌ای و رئیس بخش بیماری‌های گیاهی مؤسسه آفات بوده‌است. وی در سال ۱۳۳۶ به مصوبه هیئت وزیران برای بررسی آفات نباتی و قرنطینه‌ای به کشور انگلستان فرستاده شد.

## پژوهش‌ها
وی ۳۲ مقاله و کتاب پژوهشی به چاپ رسانده و ۱۳۰ مسافرت علمی به مناطق مختلف برای مطالعه و جمع‌آوری گیاهان و قارچهای کشور داشته‌است. وی پژوهش‌هایی را بر روی نژاد جدیدی از ویروس سفیدک کرکی تنباکو که در ایران دیده شده و گونهٔ جدید باکتری Rathayibacter tritici با نام Corynebacterium iranieum‬ که در ایران گزارش شده انجام داده‌است. وی همچنین برای نخستین بار در ایران بیماری بوته‌میری جالیز را در اصفهان روی خربزه مشاهده و گزارش کرده‌است.